# Lista de deputados estaduais do Piauí da 10.ª legislatura
Esta é a lista de deputados estaduais do Piauí para a legislatura 1983–1987.

## Composição das bancadas
| Partido | Líder          | Bancada | Posição  |
| ------- | -------------- | ------- | -------- |
| PDS     | José Lobão     | 17 / 27 | Governo  |
| PMDB    | Marcelo Castro | 10 / 27 | Oposição |

## Deputados Estaduais
Em 1978 quase 90% das vagas (21 em 24 possíveis) foram preenchidas pela ARENA. Com a elevação do número de cadeiras para 27 o PDS ficou com dezessete assentos e o PMDB com dez.
| Número | Deputados estaduais eleitos | Partido | Votação | Percentual | Cidade onde nasceu  | Unidade federativa |
| 15331  | Deoclécio Dantas            | PMDB    | 27.059  | 3,70%      | Teresina            | Piauí              |
| 11671  | Sebastião Leal              | PDS     | 25.624  | 3,50%      | Uruçuí              | Piauí              |
| 11142  | Marcelo Coelho              | PDS     | 25.288  | 3,46%      | Teresina            | Piauí              |
| 11700  | Waldemar Macedo             | PDS     | 22.344  | 3,05%      | São Raimundo Nonato | Piauí              |
| 11913  | Barros Araújo               | PDS     | 21.138  | 2,89%      | Picos               | Piauí              |
| 11135  | José Lobão                  | PDS     | 20.015  | 2,74%      | União               | Piauí              |
| 11404  | Jesualdo Cavalcanti         | PDS     | 19.168  | 2,62%      | Corrente            | Piauí              |
| 15728  | Marcelo Castro              | PMDB    | 18.662  | 2,55%      | São Raimundo Nonato | Piauí              |
| 11313  | Xavier Neto                 | PDS     | 18.351  | 2,51%      | Amarante            | Piauí              |
| 11769  | Juraci Leite                | PDS     | 17.246  | 2,36%      | Pedro II            | Piauí              |
| 11373  | Humberto Silveira           | PDS     | 17.147  | 2,34%      | Jaicós              | Piauí              |
| 15322  | Elias Ximenes do Prado      | PMDB    | 16.784  | 2,29%      | Sobral              | Ceará              |
| 11597  | Wilson Brandão              | PDS     | 16.300  | 2,23%      | Pedro II            | Piauí              |
| 11749  | Paes Landim                 | PDS     | 16.181  | 2,21%      | São João do Piauí   | Piauí              |
| 11793  | Maurício Melo               | PDS     | 15.753  | 2,15%      | Campo Maior         | Piauí              |
| 15917  | Luciano Nunes               | PMDB    | 15.725  | 2,15%      | Oeiras              | Piauí              |
| 11417  | Sabino Paulo                | PDS     | 15.578  | 2,13%      | São João do Piauí   | Piauí              |
| 11953  | Wilson Parente              | PDS     | 15.408  | 2,11%      | Cristino Castro     | Piauí              |
| 11538  | Juarez Tapety               | PDS     | 15.099  | 2,06%      | Oeiras              | Piauí              |
| 11695  | Moraes Souza                | PDS     | 14.965  | 2,04%      | Parnaíba            | Piauí              |
| 11911  | Ildefonso Dias              | PDS     | 14.546  | 1,99%      | Sobral              | Ceará              |
| 15806  | Paulo Silva                 | PMDB    | 13.979  | 1,91%      | Parnaíba            | Piauí              |
| 15726  | Aquiles Nogueira            | PMDB    | 13.299  | 1,82%      | Pedro II            | Piauí              |
| 15134  | Ribeiro Magalhães           | PMDB    | 13.161  | 1,80%      | Piracuruca          | Piauí              |
| 15337  | Tomaz Teixeira              | PMDB    | 12.540  | 1,71%      | Campos Sales        | Ceará              |
| 15795  | Batista Dias                | PMDB    | 12.348  | 1,69%      | São Raimundo Nonato | Piauí              |
| 15241  | Paulo Santos Rocha          | PMDB    | 12.238  | 1,67%      | Teresina            | Piauí              |